# Джиа Дарлинг
Джиа Дарлинг (англ. Gia Darling; род. 30 июля 1977, Валенсия, Калифорния) — американская транссексуальная порноактриса, режиссёр и продюсер.

## Биография

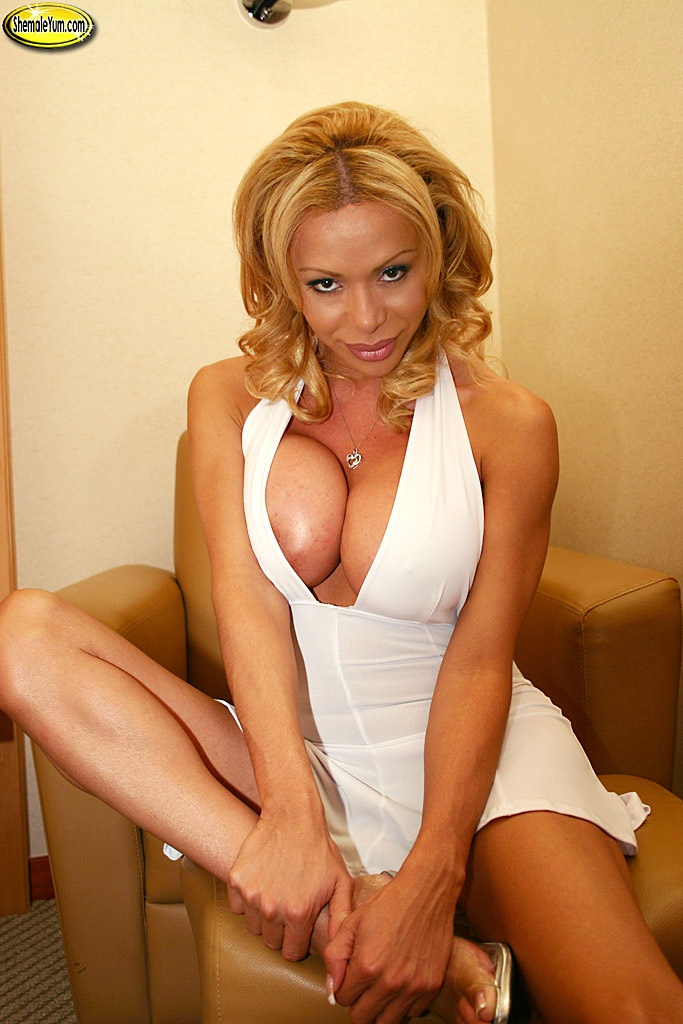

В возрасте трёх лет переезжает с приёмной матерью в Калифорнию. В 15 лет начинает одеваться и вести себя как женщина и мечтает сниматься в телевизионных шоу или музыкальных клипах.
В том же возрасте начинает принимать гормоны, использовать косметику и хирургию, чтобы изменить внешний вид.
В настоящее время живёт на вилле в Малибу, штат Калифорния. Была замужем за порноактёром Колби Джансеном, который работает в жанре гей-порнографии. В марте 2017 года пара развелась, но они по-прежнему остаются друзьями.

## Карьера
Владеет и управляет компанией Gia Darling Entertainment.
В 2006 году получила премию AVN Awards в номинации «транссексуальный исполнитель года».
Снялась более чем в 40 фильмах и срежиссировала более 20 фильмов. Специализируется на жанре БДСМ, где играет роль доминанта.
Стала первым транссексуалом, который был опубликован на страницах американских изданий журналов Playboy и Hustler.

## Премии и номинации
- 2006 AVN Awards победа — транссексуальный исполнитель года[6]
- 2007 AVN Award номинация — транссексуальный исполнитель года[7]
- 2011 включена в зал славы AVN[8]
- 2012 Tranny Award — за жизненные достижения[9]
- 2016 Transgender Erotica Awards — Transcendence Award[10]

## Фильмография
- Allanah Starr’s Big Boob Adventures
- Enslaved Sissy Maid 2
- Gia Darling With Love
- Hip Hop Heartbreakers
- Naughty Transsexual Nurses
- She Male Slumber Party
- She-Male Championship Boxing
- Tranny Watch
- Transsexual Beauty Queens
- Transsexual Celebrity Look-A-Likes
- Transsexual Centerfolds 2
- Transsexual Cheerleader Search
- Transsexual Cheerleader Search n.2
- Transsexual Heart Breakers
- Transsexual Madame